# IDrive
iDrive je počítačový systém, který je využíván pro ovládání palubních systémů ve většině soudobých automobilů BMW. Uživatelské rozhraní sestává z LCD panelu umístěného v palubní desce a ovládacího kolečka na středové konzoli.
iDrive umožňuje řidiči a spolujezdci ovládat např. klimatizaci a topení, audio systém, navigační systém, telefon a další.
Systém iDrive byl poprvé představen v BMW řady 7 (E65/E66). 

## Funkce
Důvodem pro zavedení iDrive bylo nahrazení stále se zvyšujícího počtu ovladačů jednou univerzální jednotkou. Ovládací prvky důležité pro bezpečnost (jako jsou například světla) zůstaly na svém místě v blízkosti volantu. Klimatizaci, zábavu, navigaci a komunikaci však řidič nepoužívá tak často a díky tomu bylo možné je sloučit do jednotně ovládaného systému iDrive. Systém také umožňuje zobrazování podrobných diagnostických hlášení o stavu vozidla či nutnosti servisního zásahu.

## Kritika
Zavedení systému iDrive s sebou přineslo významnou kritiku ze strany uživatelů, médií i kritiků. Někteří recenzenti systém kritizují pro jeho obtížnější pochopení a odvádění pozornosti řidiče od řízení vozu. Většina uživatelů však tvrdí, že si na ovládání zvykli během jedné hodiny používání.

## Jazykové verze
iDrive je v současnosti plně lokalizován i do českého jazyka.